# Папажин
Папажин (пол. Paparzyn, нім. Paparzyn or Papersen) — село в Польщі, у гміні Стольно Хелмінського повіту Куявсько-Поморського воєводства.
Населення — 366 осіб (2011).
У 1975-1998 роках село належало до Торунського воєводства.

## Демографія
Демографічна структура станом на 31 березня 2011 року:
|          | Загалом | Допрацездатний вік | Працездатний вік | Постпрацездатний вік |
| -------- | ------- | ------------------ | ---------------- | -------------------- |
| Чоловіки | 182     | 36                 | 132              | 14                   |
| Жінки    | 184     | 41                 | 108              | 35                   |
| Разом    | 366     | 77                 | 240              | 49                   |